# Zingst, Vorpommern-Rügen
Zingst là một đô thị tại huyện Vorpommern-Rügen (trước thuộc huyện Nordvorpommern), bang Mecklenburg-Vorpommern, miền bắc nước Đức. Đô thị này nằm ở bán đảo Zingst. Dân số cuối năm 2006 là 3235 người.
Bản mẫu:Pomerania